# تپه اوقلان قیزقلعه سی
تپه اوقلان قیزقلعه سی مربوط به دوران‌های تاریخی پس از اسلام است و در شهرستان قزوین، بخش طارم سفلی، روستای سزنق واقع شده و این اثر در تاریخ ۲۲ مرداد ۱۳۸۴ با شمارهٔ ثبت ۱۳۲۵۴ به‌عنوان یکی از آثار ملی ایران به ثبت رسیده است.